# 690年代
| 千纪： | 1千纪                                                                                  |
| 世纪： | 6世纪 \| 7世纪 \| 8世纪                                                                |
| 年代： | 660年代 \| 670年代 \| 680年代 \| 690年代 \| 700年代 \| 710年代 \| 720年代              |
| 年份： | 690年 \| 691年 \| 692年 \| 693年 \| 694年 \| 695年 \| 696年 \| 697年 \| 698年 \| 699年 |

## 大事记
- 690年，武则天廢其子唐睿宗李旦為皇嗣，稱帝，國號周，史稱武周。殺唐豫章王李亶、澤王李上金、南安王李穎、唐恒州刺史裴貞、勝州都督王安仁，鞭杀其孫故太子李賢之子二人。
- 691年，武则天殺尚衣奉御劉行感、右金吾大將軍丘神勣、納言史務滋、玉鈐衛大將軍張虔勗、岐州刺史雲弘嗣、地官尚書格輔元、文昌右相岑長倩、司禮卿歐陽通、鸞台侍郎樂思晦、右衛將軍李安靜。酷吏内讧，御史中丞來俊臣逼文昌右丞周興服罪，游擊將軍索元禮被诛。
- 692年，左台中丞來俊臣誣同平章事任知古、狄仁傑、裴行本，及司禮卿崔宣禮、前文昌左丞盧獻、御史中丞魏元忠、潞州刺史李嗣真等謀反，七人都貶遠荒。武威軍總管王孝傑，大破吐蕃，恢復安西四鎮。
- 693年，武则天稱金輪聖神皇帝。殺皇嗣李旦妻劉妃、竇妃，司刑評事萬國俊至廣州殺嶺南流人。
- 694年，武则天稱越古金輪聖神皇帝。
- 695年，武则天稱慈氏越古金輪聖神皇帝。
- 696年，契丹松漠都督李盡忠遂叛周，稱無上可汗。歸誠州刺史孫萬榮起兵應之，陷營州，殺趙文翽，進圍檀州，孫萬榮繼稱可汗，陷冀州。
- 697年，武则天斬來俊臣，籍沒其家。契丹孫萬榮可汗攻瀛州，清邊道總管王孝傑敗死。契丹進屠趙州。后突厥默啜可汗襲契丹，孫萬榮可汗為其下所殺。
- 698年，武则天召其子廬陵王李哲返洛陽，命皇嗣李旦遜位，立李哲為太子，改名李顯。后突厥默啜可汗陷靜難軍，攻媯州、檀州。
- 699年，武则天命太子李顯、相王李旦、太平公主，與定王武攸暨，於明堂告天地為盟誓，刻於鐵券，藏於史館。 大祚榮於東牟山起兵，建立震國。